# 雷斯特赫厄山
47°18′28″N 12°22′59″E / 47.30778°N 12.38306°E

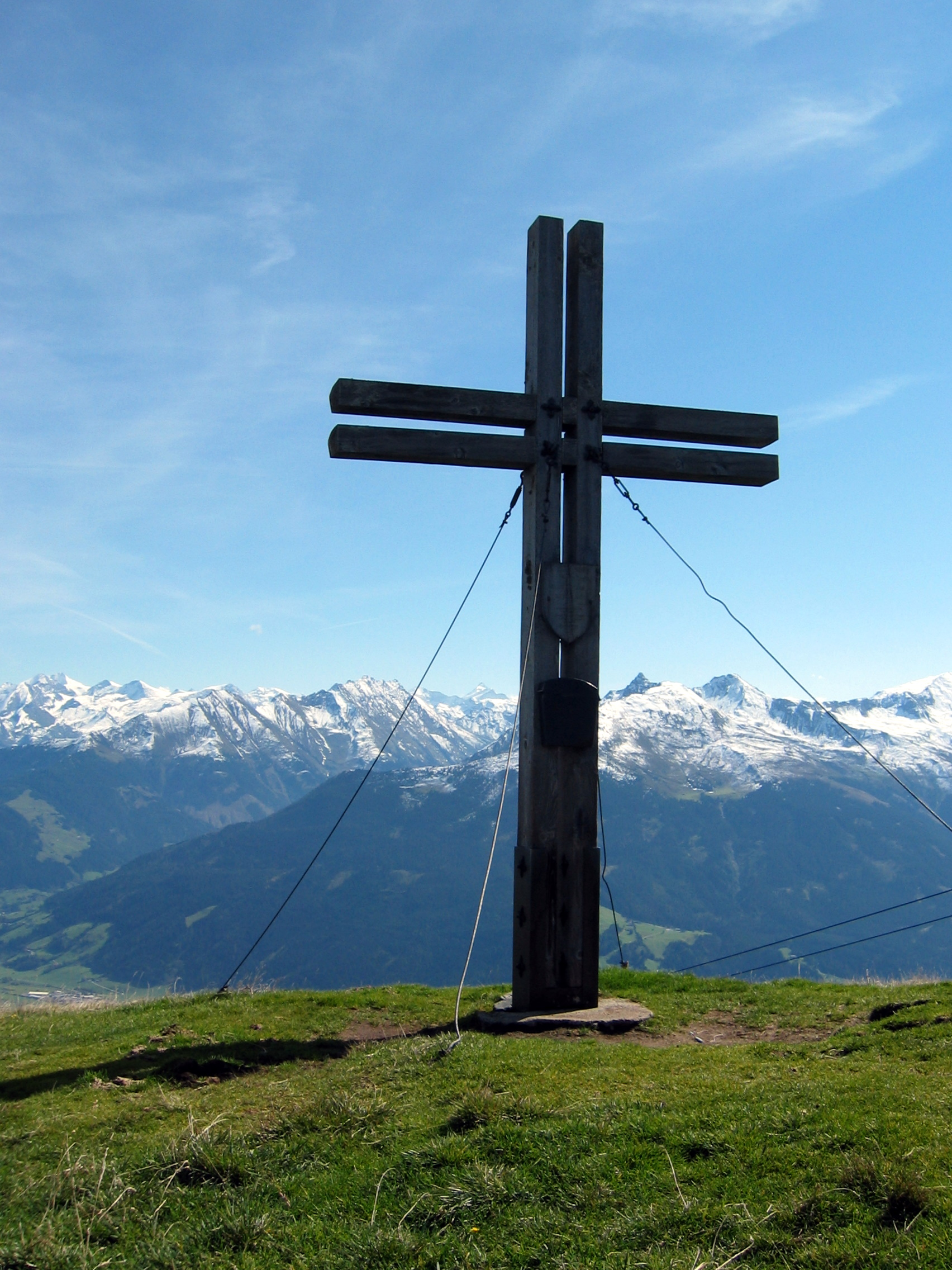

雷斯特赫厄山（德語：Resterhöhe），是奧地利的山峰，位於該國中部，由薩爾茨堡州負責管轄，屬於基茨比爾阿爾卑斯山脈的一部分，海拔高度1,894米，每年平均降雨量1,971毫米。